# 邢窑

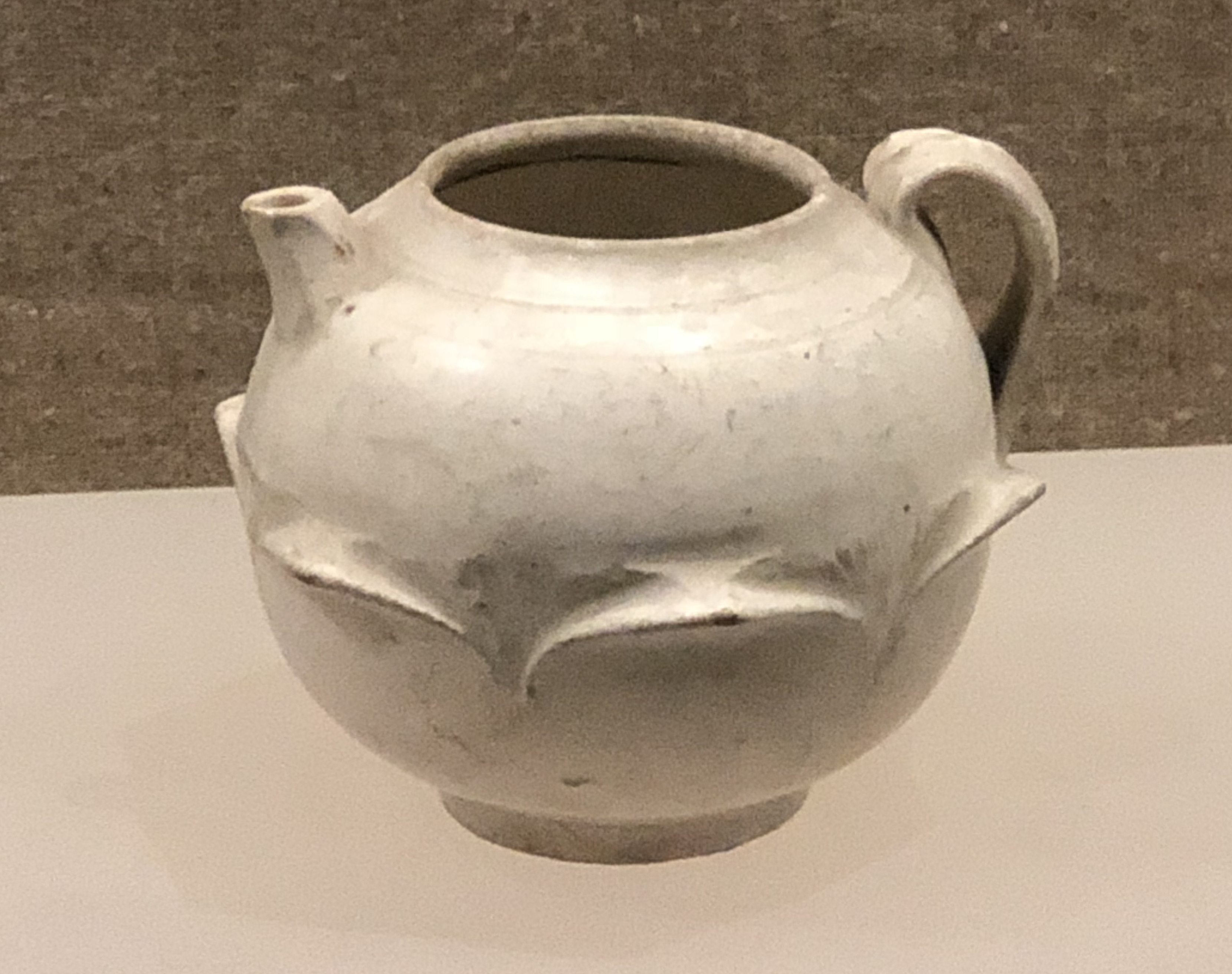
安徽博物院藏五代邢窑白釉仰荷注子

邢窑，是唐代邢州（今河北省临城县、内丘县、邢台县及邢台市区）的瓷窑，是中国生产白瓷最早的窑场之一，在唐代达到鼎盛。

## 历史

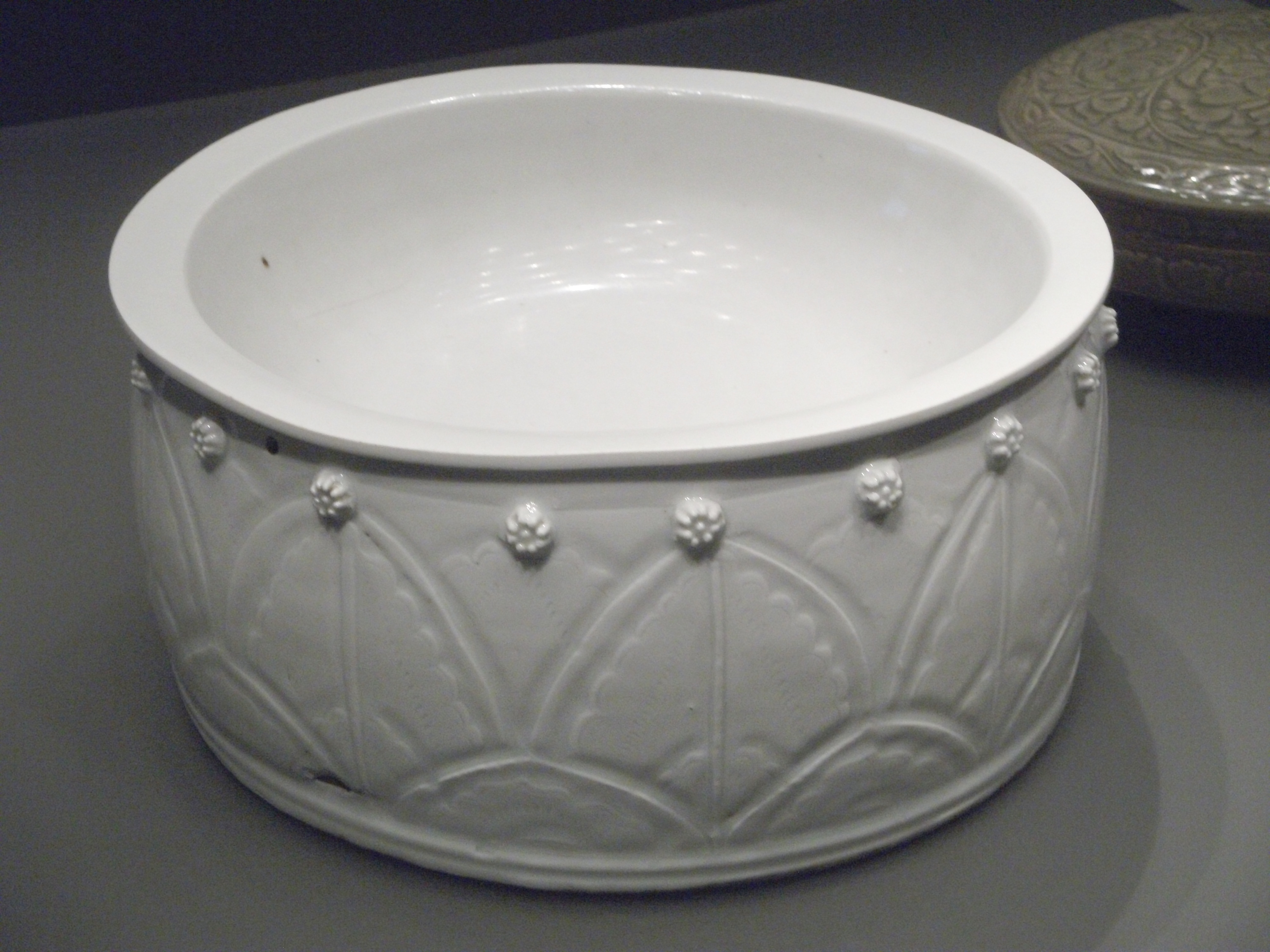
唐朝邢窑

邢窑始于北朝的北齐，发展于隋及初唐，在盛唐、中唐、晚唐前期达到鼎盛，唐末和五代转入低潮，复兴于宋，延续至金元，历史达900余年。1980年代到1990年代，在临城县、内丘县、邢台县及邢台市区境内不但发现了从北朝到隋唐时期的邢窑遗址，还发现了大量金元时期的邢窑遗址。
唐代，邢窑是中国白瓷的生产中心。唐代邢窑白瓷精美、造型独特。陆羽《茶经》称，“邢瓷类银，越瓷类玉，邢瓷类雪，越瓷类冰，邢瓷白而茶色丹，越瓷青而茶色绿。”皮日休《茶瓯诗》称：“邢窑与越人，皆能造瓷器。圆似月魂坠，轻如云魄起。”唐《地理志》称，“邢州巨鹿郡土质瓷器，越州会稽郡土质瓷器。”天宝年间，邢瓷已作为地方贡品大量运往长安。唐李肇《国史补》说，“天下无贵贱通用之。”邢窑白瓷结束了青瓷一统天下的局面，形成了“南青北白”的两大体系。
唐《乐府杂录》说音乐家郭道源“以箸击之，其音妙于方响也”，这显示了唐代邢瓷的品质。中唐后期，邢瓷已远销今伊朗、伊拉克、巴基斯坦、埃及和日本等国。唐代阿拉伯商人苏来曼在《东游记》中称：“中国人能用陶土做成用品，里面装了酒，从外面能看到”，这就是邢窑产透影白瓷。晚唐，邢瓷细白瓷式微，造型单调保守。北宋邢瓷已默默无闻，取而代之的是定窑。

## 特点
临城邢窑细白瓷胎料是用窑址所在地产的俗称“红砂石”的原料配制而成。除隋代透影白瓷外，其他产品的胎中未发现掺入石英、长石等瘠性原料，所以均属于用软质或者半软质黏土配制。邢窑白瓷釉料使用富含MgO、CaO釉土，并引入草木灰和石灰石，故需先经过臼捣捶后再配高岭土使用。
北齐（北朝）时期，邢窑瓷器胎体厚重，胎色灰黄，胎质粗糙，釉色多为黄绿或青绿色，器型质朴粗犷。隋代开始用化妆土装饰青灰色胎体，后又用白色粘土制胎烧造粗白瓷，工艺水平提高，胎料精细，器型中的立式器皿增多，造型豪放。唐代邢窑胎釉原料更加精细，旋坯技法更规范，采用匣钵正烧法，种类增多（包括大量生活用品及陈设品），造型丰盈大方。五代器物胎质粗松、胎色青灰或灰黄居多，釉色多灰白，釉下多施化妆土，工艺粗糙，造型注重实用。北宋时期，邢窑与巩县窑、越窑、耀州窑、定窑等都作为贡品进入皇室，造型浮华秀丽，体态修长轻盈。金元时期，临城县不少邢窑窑场恢复陶瓷生产，在工艺和装饰上借鉴定窑，但制品比定窑粗糙。历代邢窑器物造型的共同特征是圆唇口、短颈、丰肩、鼓腹。
邢窑装饰分为旋纹、戳印、模印、按压、压印、雕塑、捏塑、贴塑、镂空、刻划、削边、三彩、点彩等。
1988年，在内丘县西关隋邢窑遗址的北侧发掘中，出土200多片胎厚仅0.7毫米的白瓷瓷片标本，呈半透明状，被称为透影白瓷。2009年3月，陕西省西安市一座隋大业四年墓葬中出土一组精细白瓷，与此前发现的隋邢窑白瓷有不少共性，其中一只口径8厘米、通高7厘米、器壁厚约1毫米的白瓷杯，胎釉洁白细腻，光照见影，证明当时已成功掌握了透影白瓷烧制工艺。

## 邢窑陶瓷烧制技艺
临城县的张志忠十多岁时便参加瓷器制作。1980年初，临城县二轻局成立了“邢瓷恢复研制小组”，张志忠所在的陶瓷厂参加。后在景德镇拜轻工业部陶瓷研究所已退休的拉坯大师程光逵为师。1985年2月，邢瓷恢复研制小组实验任务告急，张志忠奉命回临城县担任工艺组组长。1986年底，研制小组完成18件典型器物的仿制，烧成细白瓷300多件。1987年1月15日在石家庄举行的“邢瓷恢复研究鉴定会”上，该项目通过省部级鉴定。1988年到1989年，张志忠又仿制出梅瓶、执壶、净瓶、三系盘口瓶等十多个品种，并多次出口日本等地。2010年9月，张志忠的作品“白釉长颈瓶”获“首届中国历史名瓷烧制技艺大赛”铜奖。张志忠是河北省陶瓷艺术大师，邢台市邢窑研究所所长。2014年7月，邢窑陶瓷烧制技艺入选第四批国家级非物质文化遗产代表性目录，张志忠是代表性传承人。在此前后，张志忠筹资成立邢州窑陶瓷艺术有限公司，恢复生产、复制、仿制邢窑白瓷，并与邢台学院成立白瓷研究所，在临城县和邢台市建工作室。